# Na jasnym brzegu (film)
Na jasnym brzegu – polski film niemy z 1921 roku, będący adaptacją noweli Henryka Sienkiewicza o tym samym tytule. Film nie zachował się do naszych czasów.

## Główne role
- Maria Korska (pani Helena Elzen),
- Aleksandra Ćwikiewicz (Marynia-Maria Cervi),
- Józef Śliwicki (malarz Świrski),
- Karol Karliński (student Kresowicz),
- Antonina Kamińska (pani Lageat),
- Janusz Strachocki (dżentelmen)